# Championnats du monde de cyclisme en salle 2024
Navigation
2023 2025
Les championnats du monde de cyclisme en salle 2024 se déroulent du 25 au 27 octobre 2024 à Brême en Allemagne au sein de l'ÖVB Arena.
Cette édition accueille les deuxièmes championnats du monde de cycle-ball féminin avec cinq équipes engagées dans ce tournoi.

## Médaillés

### Cyclisme artistique
| Épreuves       | Or                                                                             | Argent                                                                      | Bronze                                                                   |
| -------------- | ------------------------------------------------------------------------------ | --------------------------------------------------------------------------- | ------------------------------------------------------------------------ |
| Simple hommes  | Emiliano Arellano                                                              | Philipp-Thies Rapp                                                          | Lukas Kohl                                                               |
| Simple femmes  | Lara Füller                                                                    | Jana Pfann                                                                  | Lorena Schneider                                                         |
| Paire femmes   | Allemagne- Henny Kirst - Antonia Bärk                                          | Allemagne- Kim Leah Schlüter - Nele Jodeleit                                | Suisse- Simona Lucca - Larissa Tanner                                    |
| Quatuor femmes | Suisse- Stefanie Haas - Sarah Manser - Selina Niedermann - Valerie Unternährer | Allemagne- Tijem Karatas - Svenja Kraus - Stella Rosenbach - Milena Schwarz | Autriche- Lea Morscher - Annika Pichler - Anna Pircher - Laura Schnetzer |
| Paire open     | Allemagne- Lea-Victoria Styber - Nico Rödiger                                  | Allemagne- Niklas Kreuzmann - Celine Stapf                                  | Hong Kong- Lim Tsz Hin - Lim Tsz Leung                                   |

### Cycle-ball
| Épreuves | Or                                       | Argent                                         | Bronze                                         |
| -------- | ---------------------------------------- | ---------------------------------------------- | ---------------------------------------------- |
| Hommes   | Allemagne- Raphael Kopp - Bernd Mlady    | Autriche- Stefan Feurstein - Patrick Schnetzer | Suisse- Severin Waibel - Benjamin Waibel       |
| Femmes   | Allemagne- Judith Wolf - Danielle Holzer | Suisse- Sava Baumann - Chiara Dotoli           | Tchéquie- Veronika Kripnerová - Blanka Adamová |

## Tableau des médailles
| Rang  | Nation    | Or | Argent | Bronze | Total |
| ----- | --------- | -- | ------ | ------ | ----- |
| 1     | Allemagne | 5  | 5      | 1      | 11    |
| 2     | Suisse    | 1  | 1      | 2      | 4     |
| 3     | Espagne   | 1  | 0      | 0      | 1     |
| 4     | Autriche  | 0  | 1      | 2      | 3     |
| 5     | Hong Kong | 0  | 0      | 1      | 1     |
| 5     | Tchéquie  | 0  | 0      | 1      | 1     |
| Total | Total     | 6  | 6      | 7      | 21    |